# Нові Замки (округ)
О́круг Нові Замки (словац. Okres Nové Zámky) — округ (район) в Нітранському краї, в південно-західній Словаччині. Площа округу становить — 1 347,1 км², на якій проживає — 146 047 осіб (31.12.2009). Середня щільність населення становить — 108,42 осіб/км². Адміністративний центр округу — місто Нове Замки в якому проживає 40 295 жителів.

## Історія

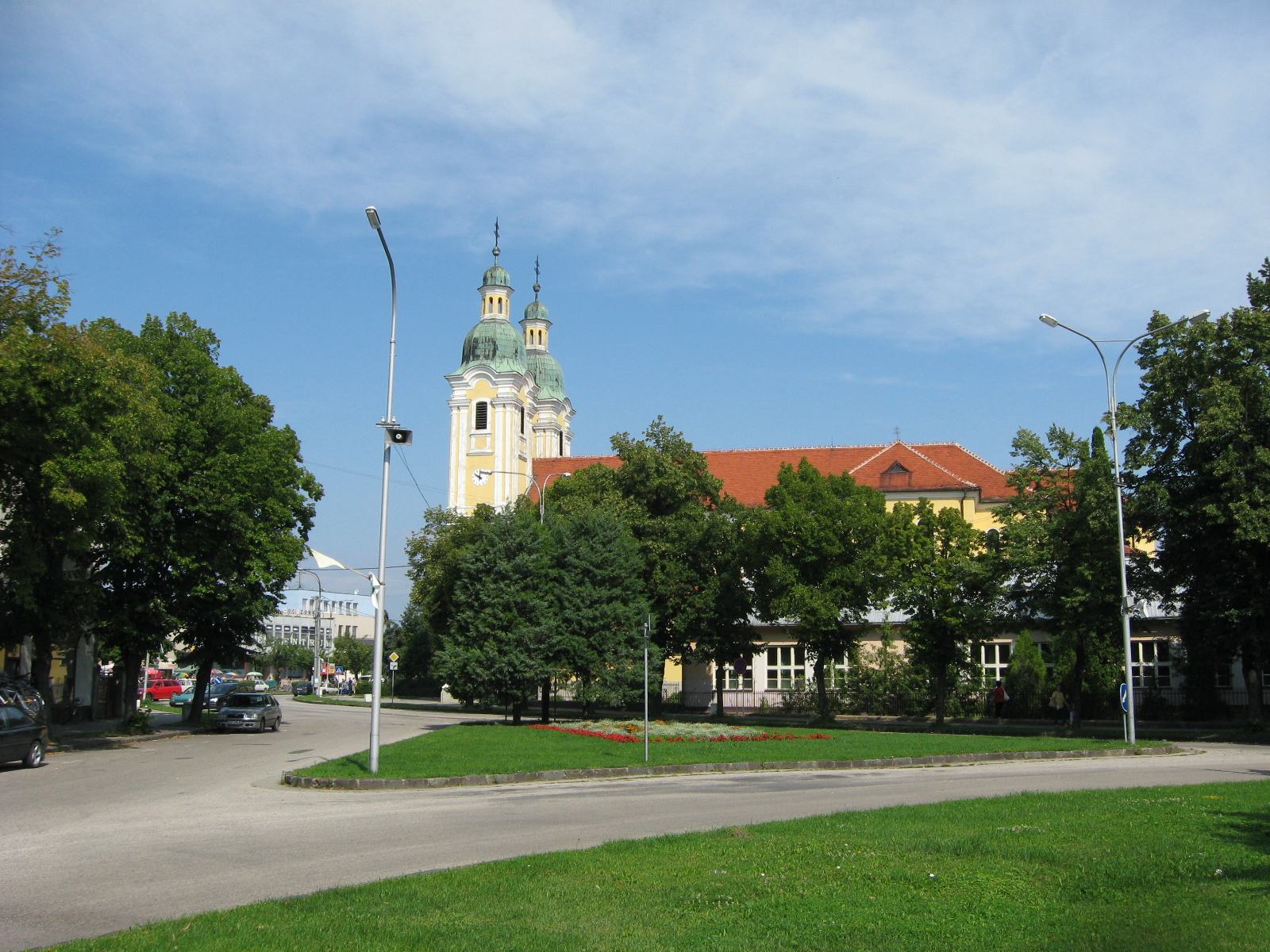
Церква святого Стефана.
Місто Шурани

До 1918 року округ належав Угорському королівству, а його територія входила до складу кількох історичних областей (комітатів). Найбільша, північна, його частина входила до складу комітату Нітра; південна частина, між селами Двори-над-Житавою і Стреков, — до складу комітату Комаром; північно-східна частина, навколо села Вельке Ловце, — до складу комітату Теков (Барш), значна східна частина — до складу комітату Естергом, а також невелика область, навколо села Салка, — до складу комітату Гонт.
В сучасному вигляді округ був утворений у 1996 році під час адміністративно-територіальної реформи Словацької Республіки, яка набула чинності 24 липня 1996 року.

## Географія

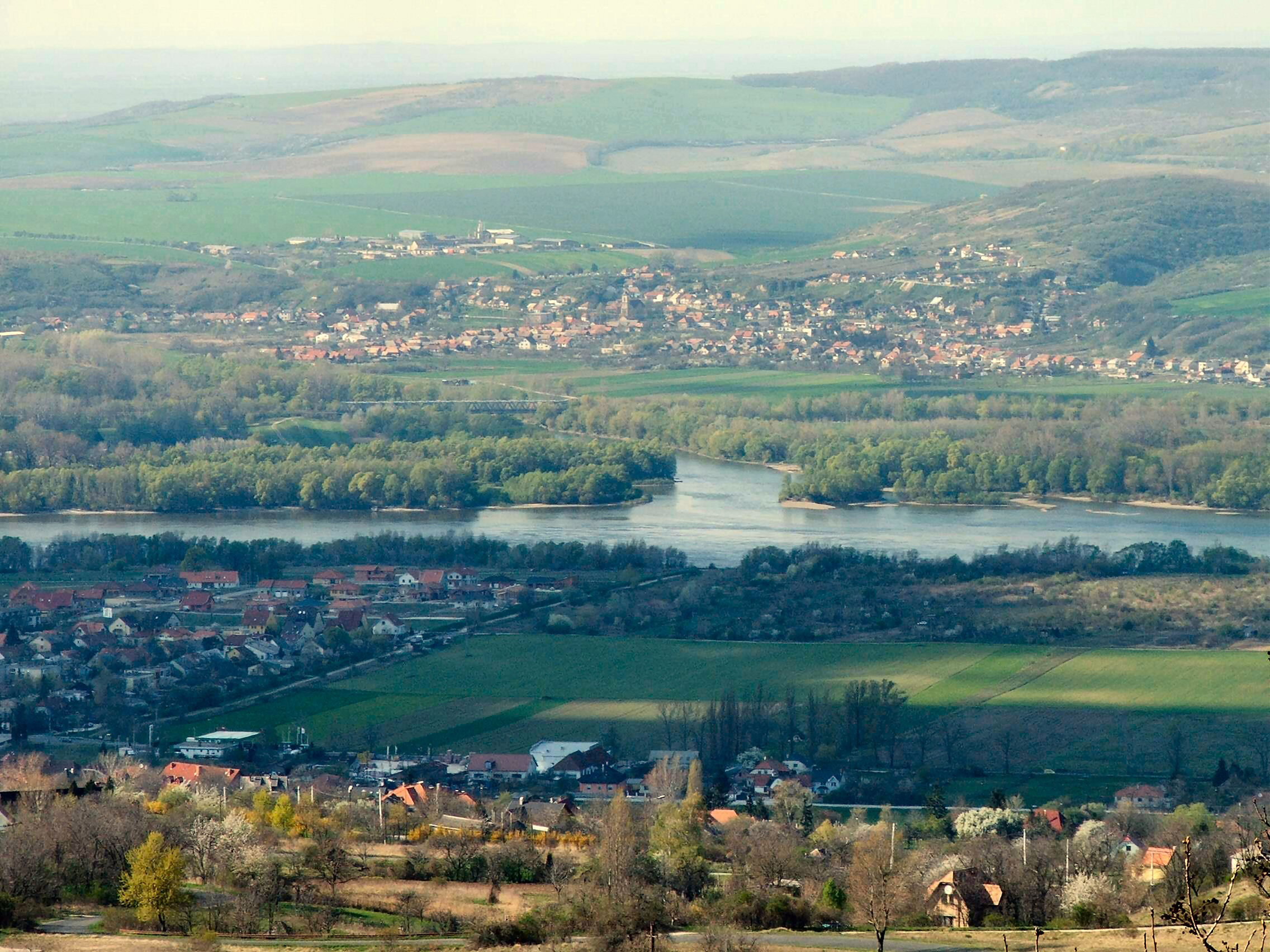
Село Каменіца-над-Гроном

Округ розташований на південному-сході Нітранського краю, у південно-західній частині Словаччини. Він межує з округами: на півдні — південному заході — Комарно, на заході — Шаля, на півночі — Нітра, на північному сході — Левіце (всі округи Нітранського краю); на сході і південному сході округ межує із Угорщиною.
Територією округу протікають річки: Ваг, Грон та Іпель — всі ліві притоки Дунаю; Нітра, Стара Житава — ліві притоки Вагу. На півдні, на кордоні з Угорщиною, тече річка Дунай. Розташовані гори Бурда; Гронські пагорби; Житавські пагорби та Іпельські пагорби.

## Статистичні дані

### Населення
| Рік:            | 1994.   | 2004.   | 2014.   | 2024.   |
| --------------- | ------- | ------- | ------- | ------- |
| Кількість осіб: | 152 674 | 148 001 | 142 317 | 134 231 |
| Різниця:        |         | -3,06 % | -3,84 % | -5,68 % |

| Рік:            | 2023.   | 2024.   |
| --------------- | ------- | ------- |
| Кількість осіб: | 135 003 | 134 231 |
| Різниця:        |         | -0,57 % |

### Національний склад

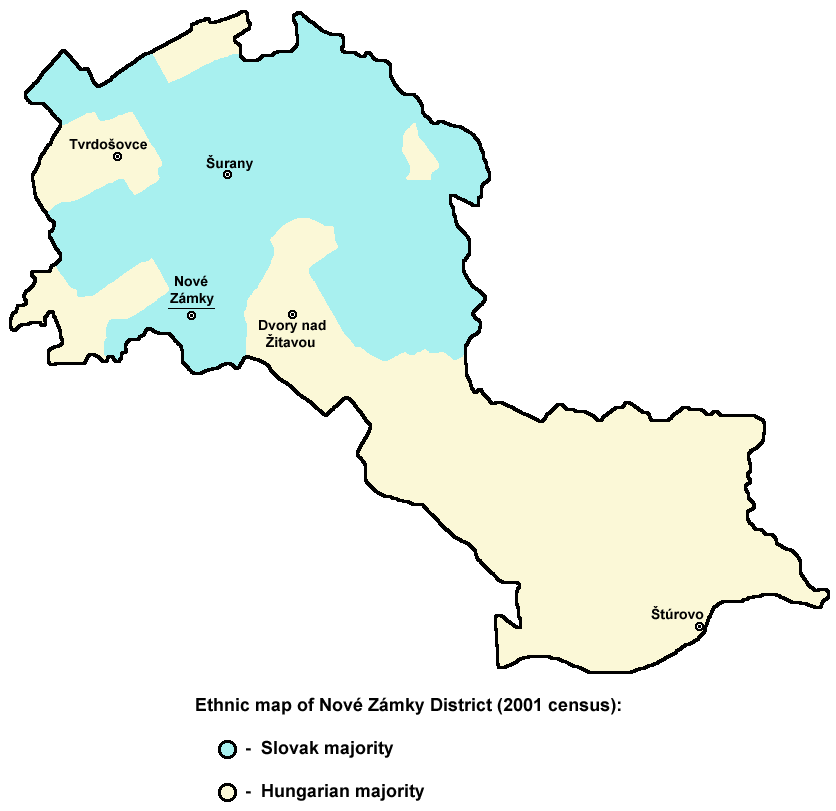
Національний склад округу (2001)

Національний склад округу, за офіційними даними, є поліетнічним. Основну частину населення тут становлять словаки і угорці, понад 97 %, всі інші національності складають менше 3 % від усієї кількості населення округу. Особливою відмінністю округу є те, що словаки компактно проживають у північно-західній частині округу, а угорці — в південно-східній.
Дані по національному складу населення округу Нове Замки на 31 грудня 2010 року:
- словаки — 59,32 %
- угорці — 38,08 %
- чехи — 0,71 %
- роми — 0,64 %
- німці — 0,05 %
- поляки — 0,04 %
- інші національності — 1,35 %

### Конфесійний склад 2001
- католики — 82,7 %
- реформати — 2,9 %
- лютерани — 1,6 %
- інші релігії та атеїсти  — 12,8 %

## Адміністративний поділ

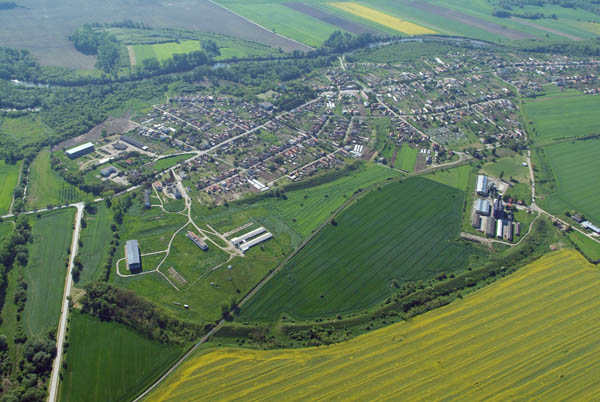
Село Біня. Вид з повітря

Округ складається із 62 населених пунктів: 59 сіл і 3 міст.

### Міста:
- Нове Замки
- Штурово
- Шурани

### Села:
Андовце • Байтава • Банов • Бардоньово • Бела • Бешеньов • Біня • Браново • Брути • Вельке Ловце • Великий Кир (село) • Влкас • Гбельце • Гул • Двори-над-Житавою • Дєдінка • Дольни Огай • Дубнік • Земне • Каменін • Каменіца-над-Гроном • Каменни Мост • Кметьово • Колта • Комоча • Ком'ятиці • Леля (округ Нове Замки) • Ліпова • Люба • Мала-над-Гроном • Мале Косіги • Маня • Міхал-над-Житавою • Мойзесово • Мужла • Нана • Нова Вєска • Обід • Павлова • Паларіково • Подгайська • Позба • Радава • Растіславиці • Рубань • Салка • Сводін • Семерово • Сікенічка • Стреков • Тврдошовці • Травніца • Ульяни-над-Житавою • Хляба • Чернік • Чехи • Шаркан • Ясова • Ятов